# Piper arboreum
Piper arboreum là một loài thực vật có hoa trong họ Hồ tiêu. Loài này được Aubl. miêu tả khoa học đầu tiên năm 1775.